# Partido judicial de Aguilar de la Frontera
El partido judicial de Aguilar de la Frontera es uno de los 85 partidos judiciales en los que se divide la comunidad autónoma de Andalucía y creado por Real Decreto en 1983, como el número 2 de los doce partidos judiciales en que se divide la provincia de Córdoba, en España. La extensión del partido comprende 3 municipios con una superficie de 218,85 km² y sede en Aguilar de la Frontera. 

## Ámbito geográfico
El ámbito territorial, que viene regulado por el Real Decreto 529/1983, de 9 de marzo, comprende los municipios:
| Partido Judicial | Capital de partido     | Municipios que comprende |
| ---------------- | ---------------------- | ------------------------ |
| 2                | Aguilar de la Frontera | Monturque y Moriles.     |